# Perissolestes cornutus
Perissolestes cornutus là loài chuồn chuồn trong họ Perilestidae. Loài này được Selys mô tả khoa học đầu tiên năm 1886.